# Club des Hashischins
Club des Hashischins, Klub Haszyszystów – paryska grupa poświęcająca się zgłębianiu doznań wywoływanych przez konopie indyjskie, głównie haszysz, istniejąca w latach 1844-1849. Członkami klubu byli Jacques-Joseph Moreau, Théophile Gautier, Charles Baudelaire, Gérard de Nerval, Eugène Delacroix, Honoré de Balzac, Victor Hugo i Alexandre Dumas.
Haszysz trafił do kontynentalnej Europy w wyniku wyprawy Napoleona do Egiptu w 1798, gdy żołnierze napoleońscy odkryli tam nieznaną im wcześniej używkę, i wielu z nich przywiozło ją do domu. Skutkiem tego była stopniowa popularyzacja haszyszu w Europie, szczególnie we Francji. Rozpoczęto regularny import konopi, których wysuszoną postać można było kupić w każdej aptece. Wobec tego medyczny establishment, w tym psychiatra dr Jacques-Joseph Moreau (1804-1884), zaczął interesować się właściwościami haszyszu. W 1840 dr Moreau połknął dawkę konopi z zamiarem zreferowania jej odurzających efektów; doświadczył wówczas mieszanki euforii, halucynacji i inkoherencji oraz niezwykle szybkiego przypływu pomysłów. Stwierdził, że eksperymentowanie na sobie ze środkiem, którego natura miała zniekształcać doznania i wrażenia, jest niewystarczające, i zaczął szukać "królików doświadczalnych". W 1844 spotkał francuskiego filozofa, pisarza i dziennikarza Théophile'a Gautiera, który był pod wrażeniem teorii Moreau, zwłaszcza bodaj jego opisu konopi jako "intelektualnego upojenia", bardziej pożądanego niż "nocne ciężkie pijaństwo" alkoholu.
Gautier sprowadził czołowych paryskich intelektualistów: Baudelaire’a, Nervala, Dumasa, Victora Hugo, Balzaca, Delacroix i innych. Grupa ta spotykała się w domu znanym jako Hôtel de Lauzun, gdzie, rytualnie ubrani w arabskie stroje, intelektualiści pili mocną kawę obficie podszytą haszyszem, którą Moreau nazwał dawamesk, w arabski sposób. Balzac uczęszczał na spotkania, choć początkowo wzbraniał się przed używaniem haszyszu; w 1845 dał się przekonać i o swoim pierwszym doświadczeniu z konopiami stwierdził, że słyszał niebiańskie głosy i widział boskie obrazy. W 1846 Gautier opublikował w Revue des Deux Mondes artykuł Le Club des Haschischins, w którym opisał pierwsze spotkanie klubu. Klub rozpadł się w połowie XIX wieku. W 1860 Baudelaire napisał esej pt. Les Paradis Artificiels (Sztuczne Raje) na temat haszyszu.
W kulturze
Praktyki zbiorowego spożywania dawamesku w Klubie Haszyszystów opisał Paweł Goźliński w kilku rozdziałach powieści kryminalnej Jul (Wołowiec, 2010).